# Де Мерод-Вестерло, Анри
Анри (Хендрик) Шарль Мари Гилен граф де Мерод-Вестерло, 11-й маркграф Вестерло, 8-й принц Рюбампре, 5-й принц Гримбергена (фр. Henri (Hendrik) Charles Marie Ghislain Graf de Mérode-Westerloo, 11. Markgraf von Westerloo, 8. Prinz von Rubempré, 5. Prinz von Grimbergen; 28 декабря 1856, Париж, Франция — 13 июля 1908, Лозанна, Швейцария) — бельгийский государственный деятель, министр иностранных дел (1892—1895), президент Сената Бельгии (1903—1908).

## Биография
Происходил из аристократического дома Меродов. Его отец, Шарль де Мероде-Вестерло, также являлся президентом Сената и мэром Вестерло. Мать - и принцесса Мария-Николетта д'Аренберг.
В 1879 г. получил докторскую степень в области права Лёвенского католического университета.
Его политическая карьера началась в 1882 г. с избрания в провинциальный совет Антверпена, в котором он представлял Католическую партию. В 1884—1892 и 1894—1896 гг. — член Палаты представителей от Брюсселя, в 1896—1900 гг. — от Тюрнхаута. После смерти отца в 1892 г. он стал его преемником на посту мэра Вестерло и оставался в этой должности до конца жизни.
В 1892—1895 гг. — министр иностранных дел Бельгии.
С 1900 г. — член Сената Бельгии, с 1903 г. до конца жизни являлся его президентом.
6 мая 1907 г. королем Леопольдом II он был назначен государственным министром.
Его сын, Шарль де Мерод, 12-й граф Вестерло, также был мэром Вестерло в период с 1913 по 1947 г. и стал последним потомком графа Виллема де Мерода.
В 1913 г. муниципалитет Вестерло установил памятный мемориал Анри де Мерода.